# Via Xurra
La Via Xurra, és una via verda la titular de la qual és la Conselleria d'Habitatge, Obres Públiques i Vertebració del Territori, que comença a la ciutat de València i finalitza a Puçol, travessant la comarca de l'Horta Nord en sentit nord-sud.
L'itinerari de 16 km està pràcticament condicionat, i es pot recórrer caminant, a cavall i especialment en bicicleta, tenint una bona accessibilitat per a persones amb mobilitat reduïda per la inexistència de desnivells.

## Recorregut de la via verda

### Itinerari
València, Alboraia, Almàssera, Meliana, Foios, Albalat dels Sorells, Museros, Massamagrell, La Pobla de Farnals, El Puig de Santa Maria i Puçol.

### Connexió amb la via verda d'Ojos Negros
L'any 2009 estava en projecte la connexió de la Via Xurra i la via verda d'Ojos Negros des de Puçol a Sagunt, itinerari que disposarà en el futur de més de 200 km. de vial no motoritzat entre Ojos Negros i València.

### Connexió amb l'Anell Verd Metropolità
L'any 2018 començaren les obres de construcció de l'Anell Verd Metropolità que coincidirà en uns 400 metres del seu recorregut amb el de la Via Xurra al pas per Meliana.
La Federació d'Associacions de Veïns de Paterna i Acció Ecologista Agró presentaren una proposta de connexió de l'Anell Verd Metropolità amb la via verda d'Ojos Negros, la Via Xurra i el Parc Fluvial del Túria, aconseguint un itinerari ciclopeatonal des del sud de l'àrea metropolitana de València i el municipi d'Ojos Negros a Terol, que superarà els 100 quilòmetres de longitud.

## Condicionament

### Equipaments[2]
Al llarg de la via verda existeixen alguns equipaments, com ara:
- Àrees de descans amb taules i bancs de fusta, aparcaments per a bicicletes, fonts d'aigua potable i arbres.
- Senyalització,

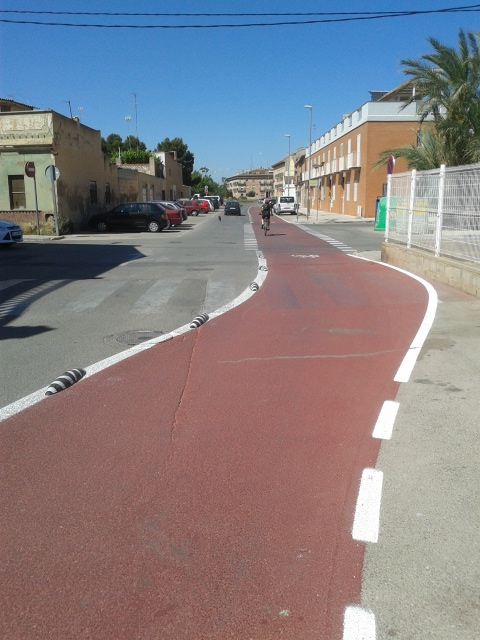
Via Xurra per dins Meliana.
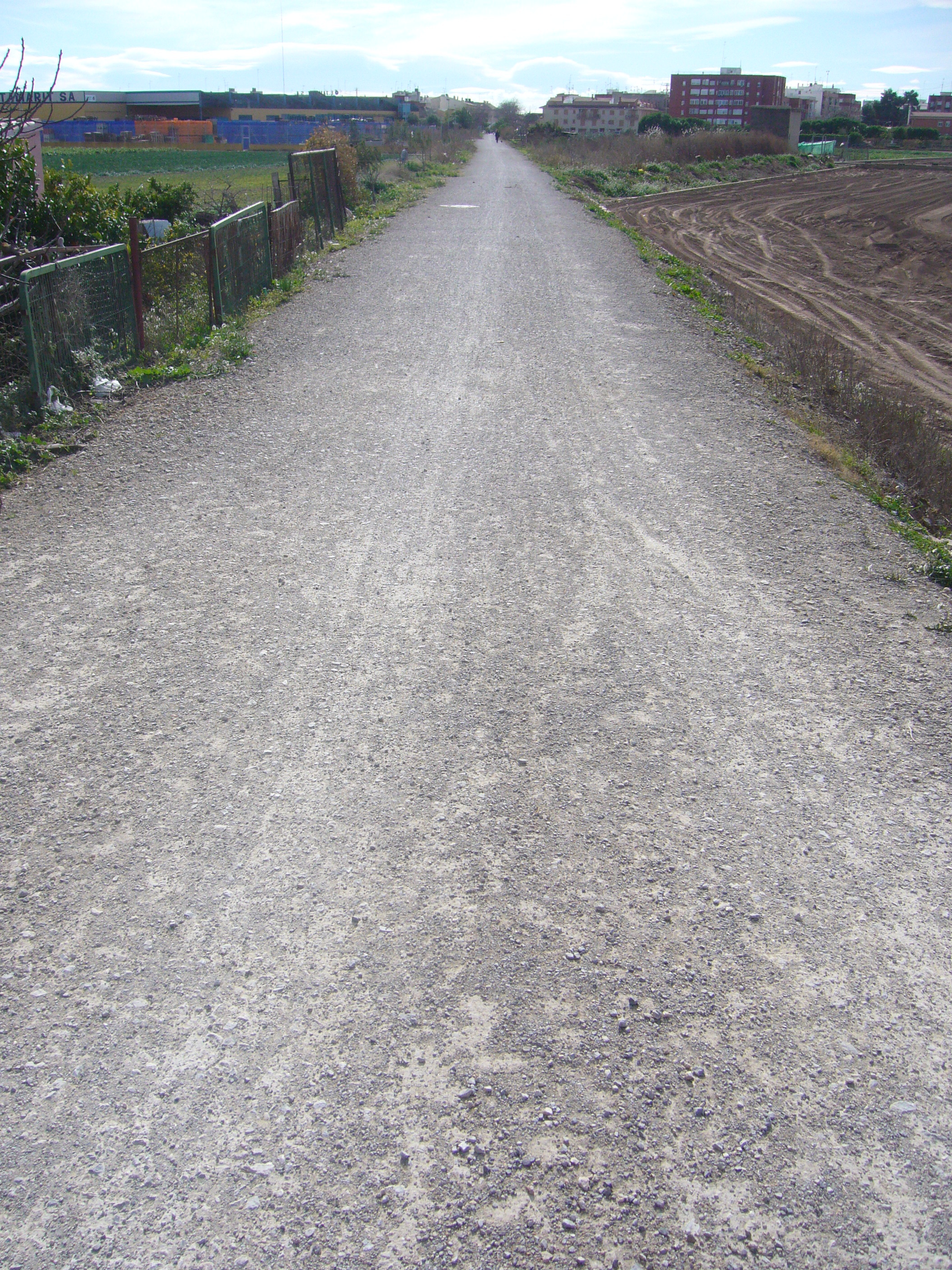
Via Xurra cap a Meliana, sense condicionar.
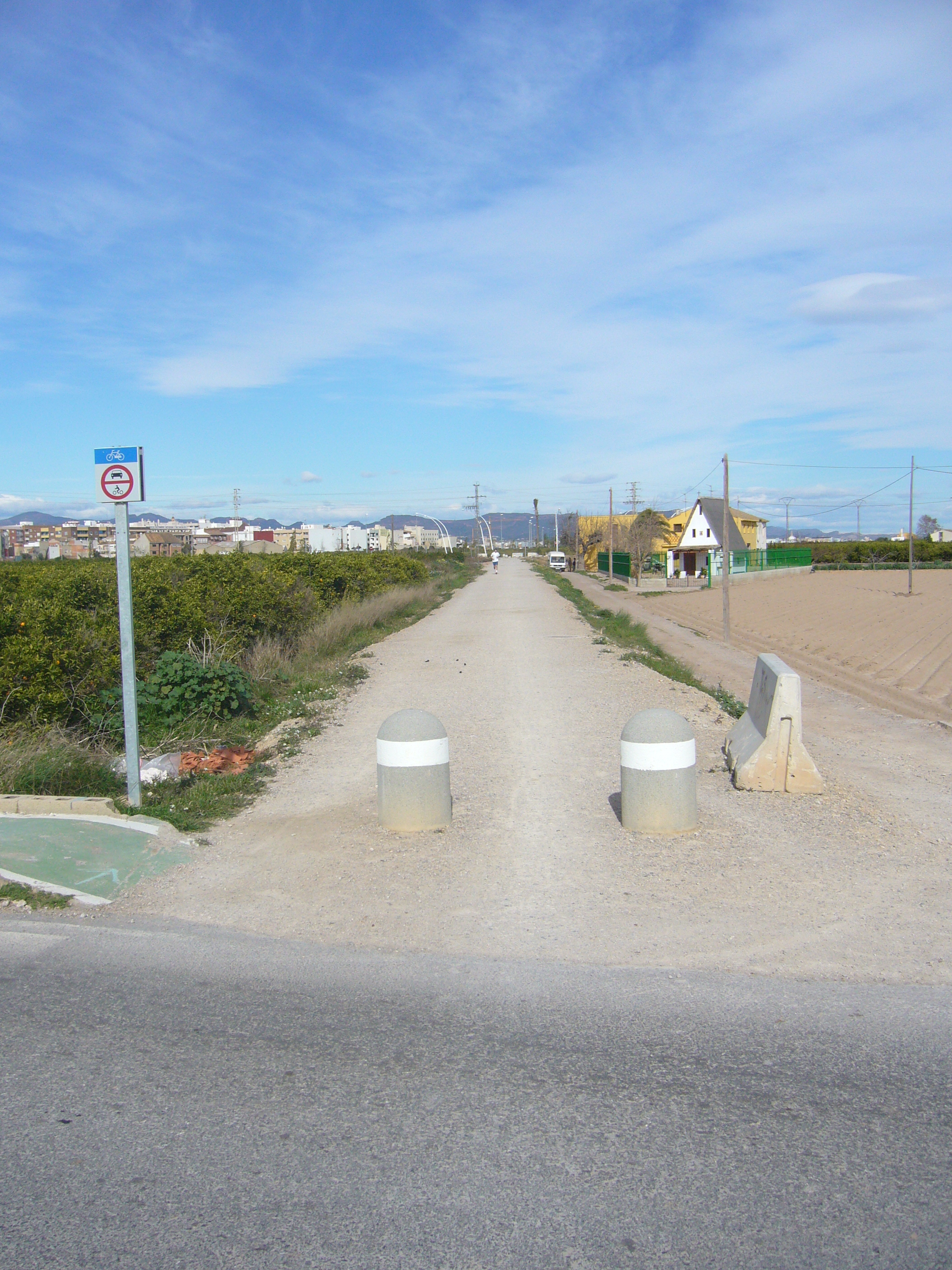
Via Xurra cap a Albalat.
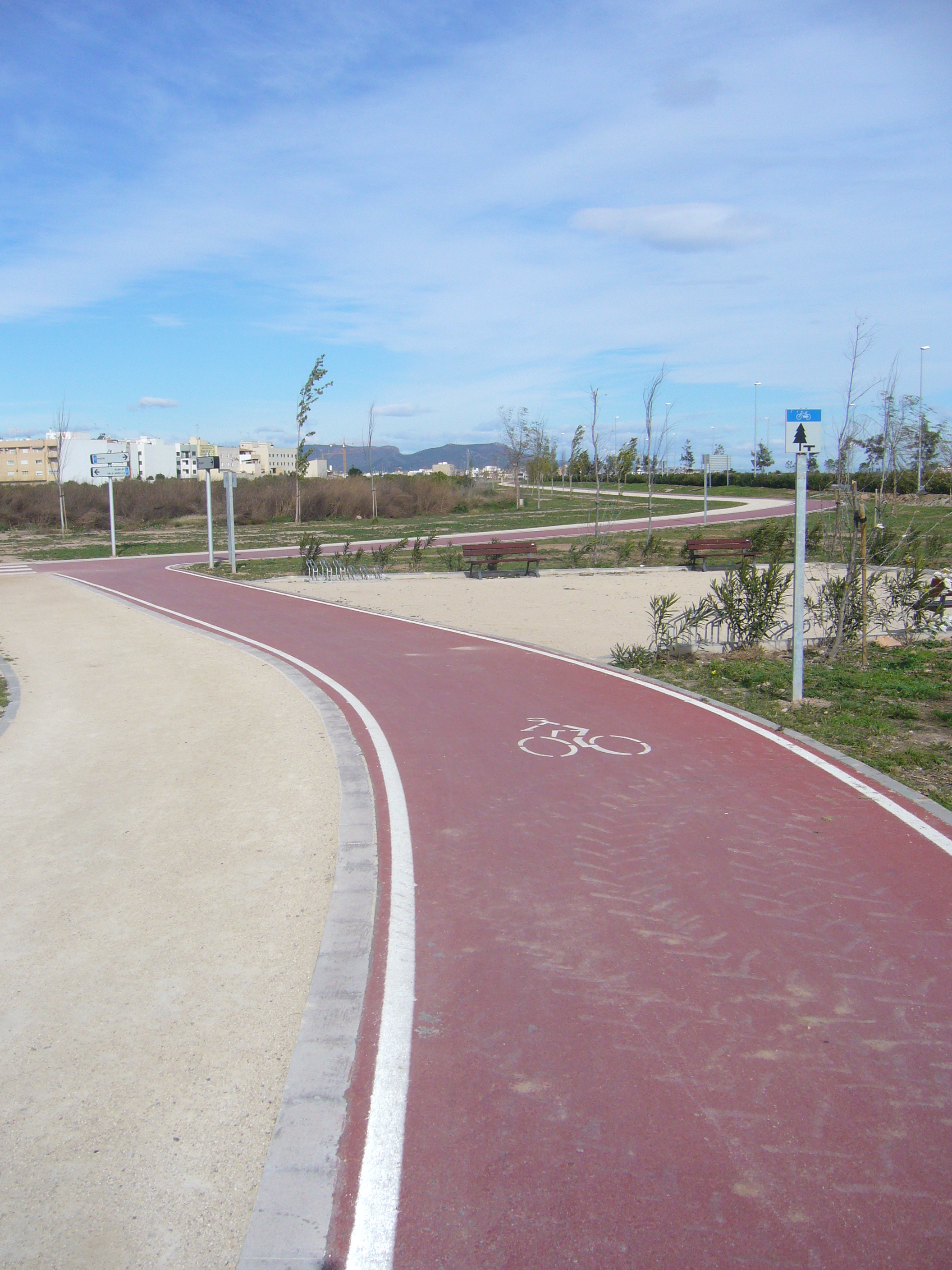
Via Xurra cap a Albalat.

### Ferm
El ferm de la via verda és d'asfalt. L'any 2017 es va anunciar el condicionament complet de la via verda en el tram de carril bici entre la rotonda d'Albalat dels Sorells (CV-300) i el barri Batalla a l'eixida de Meliana millorant el ferm.

## Accessos
La via verda discorre en paral·lel a la Línia 6 de Renfe i la Línia 3 de Metrovalència, i la combinació bici i tren és fàcil. Els trens de la línia 6 efectuen parades en les 5 estacions de rodalia que posseeixen connexió més o menys pròxima amb la via verda (entre uns pocs metres i cinc quilòmetres en el cas de Meliana): València, Meliana, Massalfassar, El Puig i Puçol. D'altra banda, la línia L3 del Metro que uneix València amb Rafelbunyol: té parada a València, Alboraia, Almàssera, Meliana, Foios, Albalat dels Sorells, Museros, Massamagrell i La Pobla de Farnals. En tots dos casos s'han de tindre presents les condicions d'accés de les bicicletes al tren i al metro.

## Accessibilitat
El traçat de les vies verdes presenta un itinerari amb un desnivell molt poc pronunciat. Els trens no poden salvar grans desnivells i la reconversió de les plataformes ferroviàries en itineraris d'oci ha fet que siguen unes infraestructures ideals per a persones amb mobilitat reduïda. Disposar de pendents suaus i en aquest cas absència de corbes fan que siga molt còmode anar per elles tant en cadira de rodes com amb bicicleta adaptada. La ruta és ideal per a realitzar-la amb xiquets i en família, ja que permet adaptar el recorregut en funció de les capacitats físiques dels petits ciclistes o dels imprevists que puguen sorgir.

## Llocs d'interés
A Almàssera, Camí a la Mar s/n, està el Museu Etnològic de l'horta on es porten a terme activitats i tallers per donar a conèixer els valors culturals, ambientals, socials així com una exposició al museu.
La via verda travessa les proximitats de dos paratges naturals, el Barranc del Carraixet i l'horta, així també passa prop de l'ermita dels Peixets, indret arbrat i molt freqüentat per passar el dia. La via verda coincideix amb dos senders a Alboraia.